# Wijkia doii
Wijkia doii là một loài Rêu trong họ Sematophyllaceae. Loài này được (Sakurai) H.A. Crum miêu tả khoa học đầu tiên năm 1971.